# Palm Islands
Le Palm Islands (in arabo جزر النخيل‎?, juzur alnakhil, in italiano Isole delle Palme) sono tre isole artificiali, Palm Jumeirah, Palm Jebel Ali e Palm Deira, antistanti Dubai, negli Emirati Arabi Uniti: la prima e la seconda sono già state realizzate fisicamente, mentre la terza è agli inizi ed è ancora da realizzare da un punto di vista fisico.
Ciascuna isola ha la forma di una palma, racchiusa da una mezzaluna e avrà un gran numero di centri residenziali, di intrattenimento e per il tempo libero. Le Palm Islands sono situate al largo della costa degli Emirati Arabi Uniti nel Golfo Persico e incrementeranno di 520 km le spiagge della città di Dubai.
Responsabile della loro costruzione è l'impresa locale Nakheel Properties, che ha a sua volta incaricato la belga Jan De Nul e la olandese Van Oord, esperte di dragaggio e specializzate nel recupero di terra dal mare.
Le prime due isole hanno richiesto approssimativamente 100 milioni di m³ di sabbia e roccia, mentre Palma Deira richiederà approssimativamente 1 miliardo di m³: tutto il materiale è ricavato localmente negli stessi Emirati. Sulle tre isole risiederanno oltre 100 alberghi di lusso, ville e appartamenti esclusivi sul mare, porti, parchi acquatici, ristoranti, centri commerciali, strutture sportive e terme.
La creazione di Palm Jumeirah ha avuto inizio nel giugno del 2001, mentre, poco dopo, si sono iniziati quelli di Palm Jebel Ali. I lavori di Palm Deira, per la quale è prevista una superficie di 46,35 km², sono stati annunciati nell'ottobre del 2004: la sua costruzione dovrebbe richiedere circa 10–15 anni, pianificazione che però non tiene conto della stretta creditizia che ha colpito Dubai.

## Costruzione
Le Isole delle Palme (o Palm Islands) sono isole artificiali costruite con la sabbia dragata dal fondo del Golfo Persico dalla belga Jan De Nul e dalla olandese Van Oord. La sabbia viene spruzzata dalle draghe, guidate da un GPS differenziale, sull'area interessata con una tecnica nota come rainbowing (arcobalenaggio) a causa degli archi descritti in aria dalla sabbia spruzzata. Il bordo esterno della mezzaluna che racchiude le Isole delle Palme è un grande frangiflutti di roccia.
Il frangiflutti di Palma Jumeirah è stato ottenuto con più di sette milioni di tonnellate di roccia.
Il gruppo Jan De Nul ha incominciato i lavori di Palma Jebel Ali nel 2002, finendoli nel 2006: essa presenta una penisola (tronco più la parte centrale della chioma) lunga 4 km ed è protetta da un frangiflutti circolare di 17 km.

## Palma Jumeirah

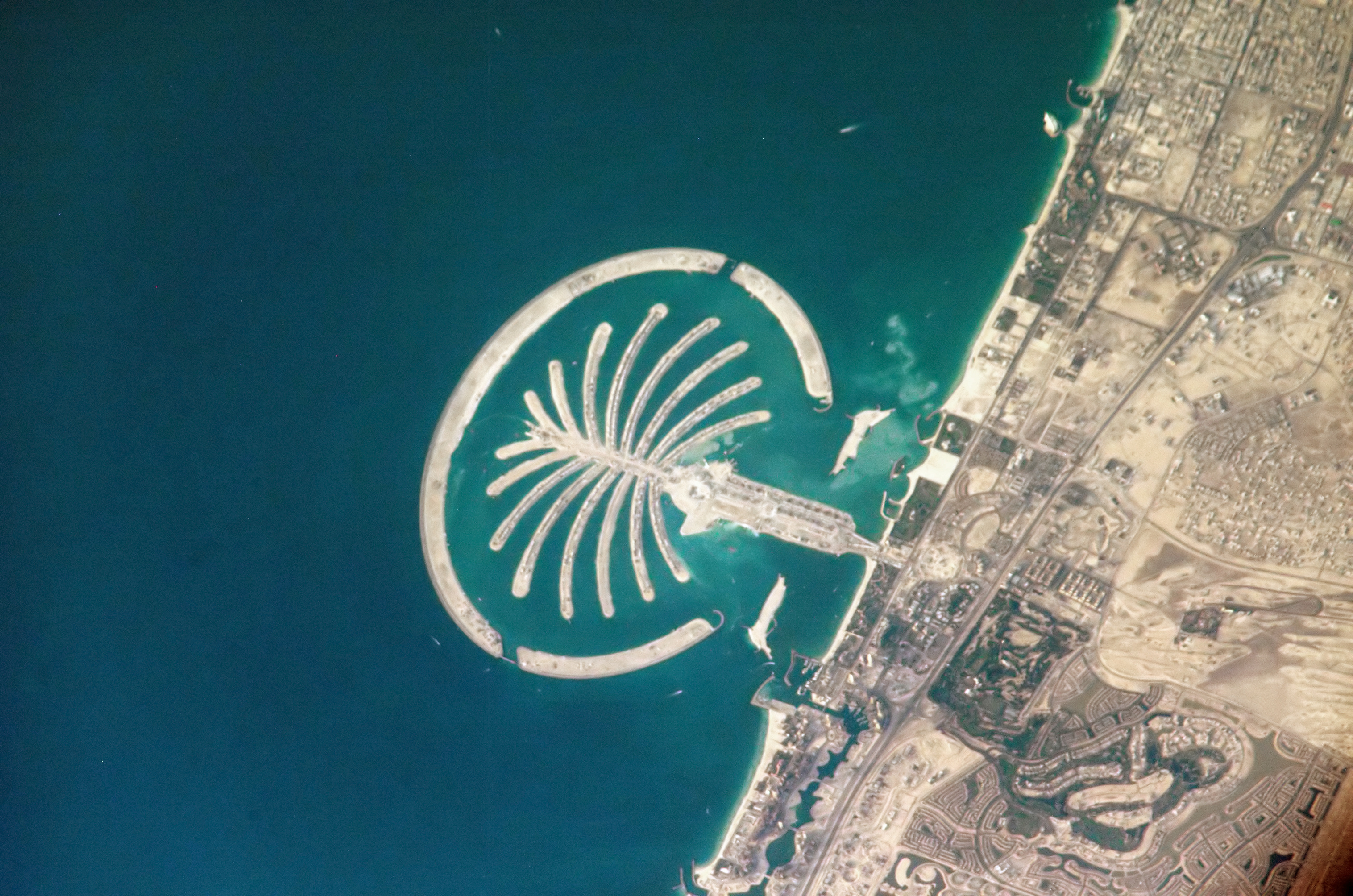
Vista di Palma Jumeirah dalla Stazione spaziale internazionale.

Palma Jumeirah (25°07′05″N 55°08′00″E) consiste di un tronco e di una chioma con 17 rami, racchiusi da una mezzaluna che costituisce un frangiflutti lungo 11 km. L'isola è lunga 5 km lungo l'asse e 5 km in trasversale. Consentirà di incrementare di 56 km lo sviluppo costiero di Dubai. La prima fase del progetto ha previsto la creazione di 4.000 alloggi tra ville e appartamenti: 1.400 ville sono situate su 11 rami dell'isola e circa 2.500 appartamenti sono distribuiti su 20 edifici lungo il lato orientale del tronco.
Sulla mezzaluna, lungo l'asse della palma, si trova l'albergo Atlantis, collegato tramite la Monorotaia Palm Jumeirah.

## Palma Jebel Ali

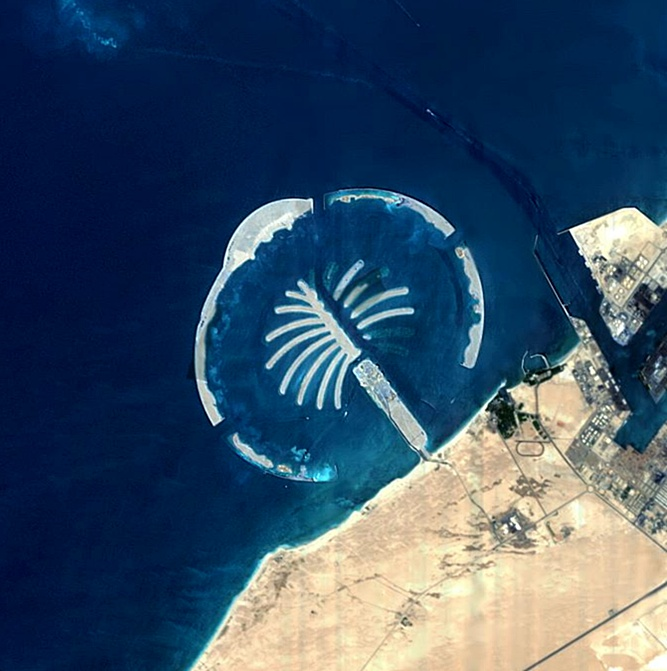
Immagine satellitare del 2005 di Palm Jebel Ali con l'isola in costruzione

Palma Jebel Ali (25°00′14″N 54°59′02″E) è la seconda delle isole artificiali per dimensioni: 8,4 km² di superficie ricavate da una estensione di 7 km lungo l'asse per 7,5 km in trasversale. La sua costruzione ha avuto inizio nel 2002.
Il suo disegno, visto dall'alto, consentirà di leggere una poesia di 84 lettere delineate da 404 case sull'acqua che reciterà così:
Ci vuole un uomo sagace per scrivere sull'acqua

Non tutti quelli che cavalcano un cavallo sono dei fantini

I grandi uomini si alzano per più grandi sfide»

## Palma Deira
Palma Deira (25°20′00″N 55°16′05″E) sarà di gran lunga la più grande delle isole: sarà lunga 14 km lungo l'asse e 5,5 km in trasversale, occupando una superficie di circa 46,35 km² di terra e roccia. I lavori sono iniziati nel 2004.

## Curiosità
All'inaugurazione delle Isole delle Palme nel novembre 2008 ha preso parte la cantante australiana Kylie Minogue, che ha tenuto il mini concerto più pagato al mondo, ricevendo quasi un milione e mezzo di sterline per cantare 10 canzoni in 45 minuti.